# Montipora friabilis
Montipora friabilis är en korallart som beskrevs av Bernard 1897. Montipora friabilis ingår i släktet Montipora och familjen Acroporidae. IUCN kategoriserar arten globalt som sårbar. Inga underarter finns listade i Catalogue of Life.